# کازوکی تسودا
کازوکی تسودا (انگلیسی: Kazuki Tsuda؛ زادهٔ ۲۶ ژوئیهٔ ۱۹۸۲) بازیکن فوتبال اهل ژاپن است.
از باشگاه‌هایی که در آن بازی کرده‌است می‌توان به باشگاه فوتبال شیمیزو اس-پالس اشاره کرد.